# Русское библиографическое общество
Русское библиографическое общество — научное общество библиофилов, созданное при Московском университете с целью описания всех русских книг и рукописей, а также для разработки системы методов в отечественной библиографии.

## История библиотеки и общества
В 1889 году по инициативе А. Д. Торопова и В. Ф. Фреймана, которые у А. А. Астапова  были участниками встреч с другими букинистами и любителями книжных редкостей, возник Московский библиографический кружок, в котором на момент основания было 59 членов, а к 1899 году — 123 члена, в том числе Д. Д. Языков, В. Я. Брюсов. В уставе, утверждённом 31 июля 1890 года, целью было записано «составление и издание полного систематического каталога всех без исключения русских книг гражданской печати, то есть вышедших в свет с 1708 г., а затем составление каталогов рукописей, периодических изданий, церковных книг и т. д.». К 1891 году была разработана библиографическая инструкция «Способ описания книг», опубликованная, в частности, в журнале «Библиограф». Поставленная задача требовала разработки новой библиографической классификации, хотя необходимость в её разработке в начале XX века отпала с распространением системы УДК.
В 1893 году Кружок поставил вопрос о печатных библиотечных карточках. Я. Г. Квасков 1 декабря 1892 года, в докладе «Библиотечные карточки при вновь выходящих книгах» (Реформа библиотечного дела: библиотечные карточки при вновь выходящих книгах / Я. Г. Квасков, Изд. книгопродавца Д. В. Байкова. — М. : Типография В. А. Гатцук (Д. П. Чернышевский), 1893. — 16 с.), предлагал ходатайствовать перед правительством об установлении в законодательном порядке определенного размера библиотечных карточек и обязательном печатании их при каждой вновь выходящей книге. Однако эта идея была реализована лишь через 33 года.
На заседании общества (28.2.1900) Р. Ф. Брандт и Д. Н. Анучин объявили о преобразовании кружка в Русское библиографическое общество и его вхождении в число учёных обществ при Московском университете. Устав общества был утверждён Министерством внутренних дел (31.7.1890).
Общество занималось практической библиографией, разработкой методов библиографии, собиранием книжных раритетов, помощью библиотекам, распространением сведений историко-литературного характера. На заседаниях общества заслушивались доклады по истории книгопечатания и библиотечного дела, совершенствовании организации библиотек, обучению библиотекарей, тематическим библиографическим обзорам.
Видным деятелем общества стал Б. С. Боднарский, теоретические работы и многолетняя практическая деятельность которого оказали значительное влияние на развитие науки о книге. Одним из почётных членов был А. М. Ловягин, автор многочисленных работ по книговедению, занимавшийся разработкой теоретических проблем книговедения, которое первоначально называл библиологией и считал эквивалентом библиографии.
Московский библиографический кружок издавал журнал «Книговедение» (1894—1896). Библиографическое общество издавало журнал «Библиографические известия» (1913—1927 и 1929) с периодичностью 4 раза в год, бессменным редактором которого был Б. С. Боднарский. Журнал включал статьи теоретического характера, обзоры, рецензии, хронику, в нём был опубликован ряд библиографических указателей, в частности, «Библиография русской библиографии» Бондарского.
В 1910 году после смерти Л. Н. Толстого для составления библиографии его произведений была образована Толстовская комиссия, которая в конце 1912 года перешла к возникшему в Москве специальному Толстовскому обществу и музею при нём.
В декабре 1911 года, после Библиотечного съезда, была создана комиссия библиотековедения с музеем библиотечной техники при ней. По инициативе комиссии в 1913 году были организованы курсы библиотековедения (срок обучения — три недели). В середине 1916 года комиссия библиотековедения была преобразована в самостоятельное Русское библиотечное общество.
Общество организовало Первый Всероссийский библиографический съезд в 1924 году: участвовало в проведении Второго Всероссийского библиографического съезда 1926 года.
В 1930 общество прекратило работу.

## Руководство общества
Председатели общества:
- Торопов, Андрей Дмитриевич (1889—1891 и 1892—1896)
- Езерский, Фёдор Венедиктович (1891)
- Н. И. Носов[уточнить] (1891—1892)
- Веневитинов, Михаил Алексеевич (1896—1897)
- Ефремов, Пётр Александрович (1897—1898)
- Языков, Дмитрий Дмитриевич (1898—1899)
- Кирпичников, Александр Иванович (1899—1903)[12]
- Тарасов, Иван Трофимович (1903—1910)
- Брандт, Роман Фёдорович (1910—1920)
- Лисовский, Николай Михайлович (1920)
- Боднарский, Богдан Степанович (1920—1929)[13][14]

## Издания общества

### Периодические
- «Книговедение» (1894—1896) — 12 номеров в год[15]
- «Библиографические известия» (1913—1927, 1929)[16] — предполагалось, что каждый год будет выходить четыре номера. Однако лишь в 1913 году были выпущены четыре номера. В 1914—1920 годах выходило по два двойных номера, а в 1921—1927 и 1929 годах ежегодно появлялся только один номер (в 1928 году в связи с финансовыми трудностями журнал не издавался). Таким образом, всего за 1913—1929 годы вышло 26 номеров.

### Отдельные
- Очерк деятельности Московского библиографического кружка за первый год его существования (с 4 октября 1890 г. по 1 декабря 1891 г.). - М.: Тип. А.И. Мамонтова и Ко., 1892. — 96 с.
- Торопов А. Д. Список периодических изданий, выходящих в России на 1893 год. — М.: Тип. О-ва распространения полез. книг, 1893. — VIII, 101 с.
- Квасков Я. Г. Материалы для библиографического указателя по ихтиологии, рыбоводству и рыболовству, собранные к конкурсу по рыбоводству 1894 года. — М.: Тип. Т-ва И.Д. Сытина, 1894 — 16 с.
- Сторожев В. Н. Новое издание «Наказа» Императрицы Екатерины II. — М.: Тип. Т-ва И. Д. Сытина, 1894 — 16 с.
- Сторожев В. Н. Георг Лермонт. Родоначальник русской ветви Лермонтовых. — М.: Тип. Т-ва И.Д. Сытина, 1894 — 34 с.
- Томачинский В. Н. Начала библиотековедения. М.: Тип. Т-ва И.Д. Сытина, 1895. 18 с.
- Бакай Н. Н. Замечательное книгохранилище в Восточной Сибири: (Библиотека Г. В. Юдина). — М.: Печ. А.И. Снегиревой, 1896 — 15 с.
- Лебедев А. Н. Надписи на старинных книгах: (Памяти брата и друга И. М. Остроглазова). — М.: Печ. А.И. Снегиревой, 1896 — 34 с.
- Миловидов А. И. Первая русская газета в Северозападном крае. —  М.: Тип. М. Борисенко, 1902. — 24 с.
- Иваск У. Г. Сергей Александрович Соболевский и его библиотека. — М.: Типолит. И. И. Пашкова., 1906. — 15 с. — 305 экз. (из них 5 экз. на веленевой бумаге не для продажи)
- Сухоплюев И. К. Библиографический обзор изданий по вопросу об обеспечении народного продовольствия. — М.: Тип. А. И. Снегиревой, 1907. — VII, 65 с.
- Памяти Петра Александровича Ефремова: Сообщения, сдел. на общ. собр. 13 февр. 1908 г. — М.: Тип. А.И. Снегиревой, 1908. — 39 с.
- Двухсотлетие гражданского шрифта. 1708-1908: Доклады, сдел. 8 марта 1908 г. на общ. собр. Рус. библиогр. о-ва при Имп. Моск. ун-те, и обзор устроен, тогда же выставки. — М.: Тип. Синодальная, 1910 — 68 с. — 400 экз.
- Покровский В. И. Книга и читатель двести лет назад. — М.: Тип. Синодальная, 1910 — 40 с.
- Брандт Р. Ф. Петровская реформа азбуки. — М.: Тип. Синодальная, 1910 — 8 с.
- Список книг по библиотечному делу и библиографии, : наиболее необходимых для библиотекарей общедоступных библиотек: Проект. — М.: Тип. А. И. Снегиревой, 1912. 6 с.
- Иваск У. Г. [Библиография Валерия Брюсова. 1889-1912. М.: Скорпион, 1913. 54 с.]. — М.: Тип. П. П. Рябушинского, 1913
- Пасенко В. А. Отечественная война в литературе на иностранных языках (1812-1830 гг.): Материалы для библиогр. указ. — М.: Тип. П.П. Рябушинского, 1913 — 31 с.
- Кузнецов С. К. Каталография. — М.: Тип. П.П. Рябушинского, 1913 — 11 с.
- Гульбинский И. В. Борис Николаевич Чичерин: Биобиблиогр. очерк. — М.: Тип. Т-ва Рябушинских, 1914 — 25 с.
- Боднарский Б. С. Библиография русской библиографии: Библиогр. лит. с 1913 г. по 1917 г. включ.: [Т. 1]. — М.: Тип. Т-ва Рябушинских, 1918 — 441 с.
- Боднарский Б. С. Библиография русской библиографии: Библиогр. лит. с 1918 г. по 1922 г. включ.: [Т. 2]. — М.: 39 интернац. тип. «Мосполиграф», 1921 — 116 с.
- Н. М. Лисовский и его библиографическая деятельность: Докл. Б. С. Боднарского, А. Г. Фомина, А. И. Малеина и С. И. Синебрюхова, чит. на заседаниях о-ва. — М.: Типолит. «Труд», Орёл, 1925. — 46 с., 1 л. портр.
- Боднарский Б. С. Библиография русской библиографии: Библиогр. лит. с 1923 по 1925 г. включ.: [Т. 3]. — М.: 13 тип. "Мысль печатника", 1926 — 206 с.
- Орлов Н. Н. Библиография библиотековедения (1917-1927). — М.; Л.: Гос. изд-во (I образцовая тип.), 1928 — 174 с.
- Здобнов Н. В. Проблемы экономики книги (в порядке постановки вопроса). — М.: Тип. «Кн. фабрика Центриздата народов СССР», 1929 — 31с. — 900 экз. — Изд. за счет средств авт.
- Боднарский Б. С. Библиография русской библиографии: Библиогр. лит. за 1929 г.: [Т. 4].-М.-С., 1930
- Сомов Н. М. Библиография русской общественности: (К вопр. об интеллигенции) — М.: 21 тип. «Мосполиграф», 1931. — 37 с.